# Tubo de raios catódicos

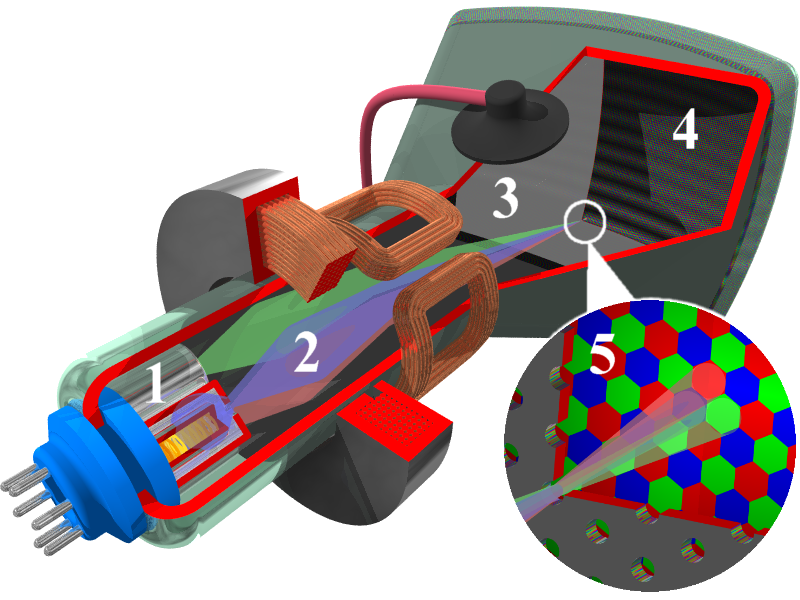
Diagrama em corte de um tubo de raios catódicos de deflexão eletromagnética, usado em televisões e monitores coloridos. 1: Canhões de elétrons e lentes eletrônicas de focalização 2: Bobinas defletoras (deflexão eletromagnética) 3: Anodo de alta tensão 4: Máscara de sombra 5: Detalhe da matriz de pontos coloridos RGB (vermelho, verde, azul)

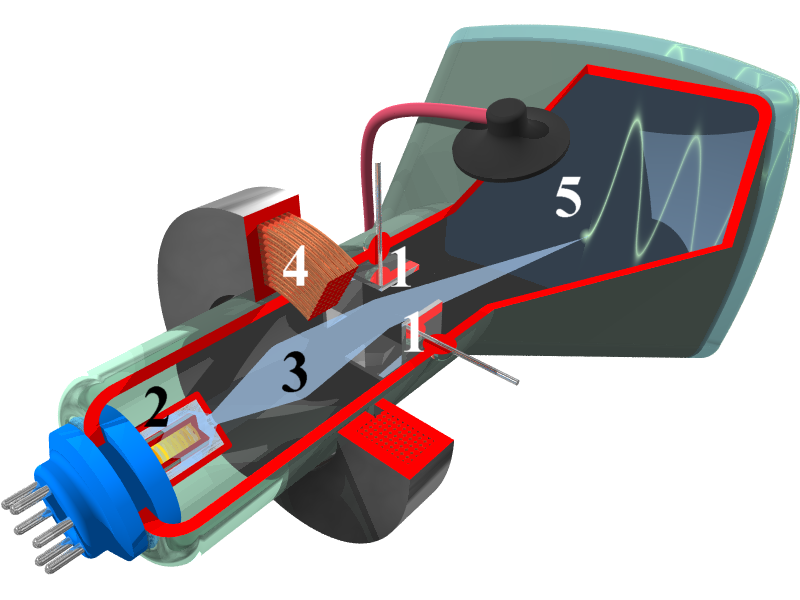
Diagrama em corte de um tubo de raios catódicos de deflexão eletrostática de um osciloscópio típico. 1. Placas defletoras horizontais e verticais 2. Canhão de elétrons 3. Feixe de elétrons 4. Bobina de centralização do feixe 5. Face interna da tela, revestida de fósforo

Um tubo de raios catódicos ou cinescópio (também conhecido pelo acrónimo CRT, derivado da expressão inglesa cathode ray tube) é um tipo de válvula termiônica contendo um ou mais canhões de elétrons e um ecrã fluorescente utilizado para ver imagens. Seu uso se dá principalmente em monitores de computadores e televisores (cinescópios de deflexão eletromagnética) e osciloscópios (cinescópios de deflexão eletrostática). Foi inventado por Karl Ferdinand Braun em 1897.
Foi em um tubo de raios catódicos que, em 1897, o físico J. J. Thomson verificou a existência do elétron.

## História
As primeiras experiências com raios catódicos são creditadas a J. J. Thomson, físico inglês que, em seus três famosos experimentos, conseguiu observar a deflexão eletrostática, uma das funções fundamentais dos tubos de raios catódicos modernos. A primeira versão do tubo de raios catódicos foi inventada pelo físico alemão Ferdinand Braun em 1897, tendo ficado conhecida como tubo de Braun.
EM 1907, o cientista russo Boris Rosing usou um tubo de raios catódicos na extremidade receptora de um sinal experimental de vídeo para formar uma imagem. Ele conduziu o experimento para mostrar formas geométricas simples na tela. Foi a primeira vez em que a tecnologia de tubo de raios catódicos foi usada para o que agora conhecemos como televisão.
O primeiro tubo de raios catódicos a usar cátodos quentes foi desenvolvido por John B. Johnson e Harry Weiner Weinhart, da Western Electric, tendo se tornado um produto comercial em 1922.[citation needed]
O primeiro televisor comercializado com tubo de raios catódicos foi fabricado pela Telefunken, na Alemanha, em 1934.

## Processamento de Máscara
A máscara de sombra, formada por uma chapa de aço com cerca de 150 micros de espessura e com cerca de 350 mil furos é conformada em uma fôrma convexa em prensas, lavada e passa por um processo de enegrecimento. Esta chapa é fixada em um anel metálico para dar rigidez e que é fixado à tela por molas.

### Processamento de telas ou Flowcoating
A camada fotossensível (camada de fósforo) é aplicada na parte interna da tela usando um processo fotoquímico. O primeiro passo é um pré-tratamento da superfície seguido do recobrimento com uma suspensão de fósforo verde. Depois de seca, a máscara é inserida na tela e o conjunto é exposto a uma luz UV que reage na parte exposta pelos furos da máscara. Os raios de luz são emitidos de tal forma que as linhas de fósforo estejam no mesmo ponto que o feixe de elétrons colidirá. Então a máscara é removida da tela e a área não exposta à luz é lavada. Nas áreas que foi exposta, o fósforo adere à tela como resultado de uma reação fotossensível. Na sequência as outras duas cores (azul e vermelho) seguem no mesmo processo.
Para os tubos que utilizam a tecnologia de matriz, linhas de grafite são colocadas entre as linhas de fósforos antes do processo Flowcoating em um processo similar chamado de processo Matrix.
Toda a região da tela é coberta posteriormente com uma camada de alumínio, este alumínio conduz os elétrons e também reflete a luz emitida para trás (efeito espelho).

### Processamento de Cone
Em paralelo ao Processamento de Telas, a parte interna do cone de vidro foi recoberta com uma camada de material condutivo. Uma pasta de esmalte é aplicada à borda do cone que após o forno se funde com a tela. A partir do forno o cone e a combinação tela/máscara, incluindo o cone metálico que serve de blindagem magnética, são fundidos no esmalte em alta temperatura.

### Processamento de tubos
O canhão eletrônico é inserido e selado no pescoço do cone, o vácuo é formado no interior do bulbo, o qual em seguida é fechado. Neste momento o bulbo se torna um tubo. Um “getter” (elemento químico com alta capacidade de combinação com gases não inertes), montado em uma fase anterior do processo, é evaporado por meio de aquecimento com alta frequência, para que se combine com possíveis átomos residuais de gases, através de reações químicas.
A parte externa do cone do cinescópio é recoberta por uma camada condutiva e uma cinta metálica é colocada na borda do painel através de um processo que envolve o aquecimento da cinta, a sua aplicação à borda do painel, seu resfriamento e consequente contração, para proteger o tubo contra possíveis riscos de implosão.

### Matching
No Processo de Matching, uma bobina defletora é “casada” ao pescoço do cinescópio até o cone. Após várias medições e operações de acabamento, a defletora é ajustada para garantir uma distribuição uniforme e equalizada, por toda a tela, dos feixes eletrônicos vermelho, verde e azul. Esta operação é chamada “matching”. A defletora é então fixada na sua posição definitiva.

### Descarte e reciclagem
Alguns cinescópios, dependendo do modelo e fabricante podem possuir metais nobres e até valiosos, tal como paládio, platina e eventualmente ouro, além de terras raras, algumas delas inclusive com pequeno potencial radioativo. Miligramas ou mesmo gramas desses metais e terras raras podem ser encontrados nos catodos e nas grades de difusão ou máscaras.
Dependendo de estudos de viabilidade, a extração desses metais pode compensar o custo de tratamento do descarte e da reciclagem, como já ocorre com os chips recobertos por filmes de ouro e entre outros, determinados conectores e soquetes utilizados em placas de circuito impresso, contatos de relés e etc.
Existem ainda alguns tubos de altíssima luminosidade que podem, apesar de não ser absolutamente certo isso - por estar entre os segredos de fabricação (vide referências) - conter diminutas quantidades de material radioativo pesado, tal como o tório, utilizado no endurecimento e aumento de resistência ao calor dos componentes do canhão eletrônico, tornando o negócio de reciclagem no mínimo desaconselhável para leigos e no pior caso exigindo inclusive disposição especial em áreas especialmente preparadas para recebê-los, para evitar graves contaminações, possivelmente cumulativas, no meio ambiente.
Lembrando que, ainda hoje no Brasil e em outros países, dispositivos mais simples tecnologicamente, mas submetidos a grande calor durante a operação, tal como “camisas de lampião”, são banhadas em material radioativo para permitir às cerdas das mesmas atingirem altas temperaturas sem romperem-se facilmente - o mesmo princípio de tratamento por tório, costumava ser utilizado nos cátodos de alguns cinescópios.
Já os televisores mais antigos, aqueles com válvulas termiônicas, contêm algumas delas com cátodos compostos com terras raras, porém em diminutas quantidades. Apesar de encontrarem-se diversas dessas válvulas eletrônicas com informações relativas ao uso de terras raras radioativas nos cátodos, não se sabe exatamente se possuem ou não radioatividade inerente suficiente para causar danos, porém nos recicladores o contato constante com esses materiais poderá ser mais um fator para que não sejam reciclados em ambientes não controlados.
O que torna o assunto da reciclagem de componentes eletrônicos e válvulas termiônicas algo um tanto delicado e que exigiria sempre a presença de um técnico especializado para avaliar o impacto ao meio ambiente e para realizar o descarte seguro desses componentes.
Aparelhos antigos podem conter maior quantidade desses componentes.
Seria irresponsável dizer às pessoas que simplesmente os atirem ao lixo, mas também é irresponsável dizer que leigos poderiam cuidar desse assunto – mesmo descartando-os em Ecopontos como os muitos mantidos pela prefeitura em grandes cidades de São Paulo.

### Da responsabilidade do descarte e reciclagem
Assim, as empresas que os fabricaram e na ausência destas os governos e os órgãos relacionados às comissões de meio ambiente e nucleares, devem providenciar os meios para que a sociedade descarte esses aparelhos entre outros, para evitar transtornos à população. Maiores detalhes sobre cada cinescópio ou válvula podem ser obtidos nos manuais dos fabricantes de tubos de raios catódicos e pela web afora.